# Scrooge (film 1928)
Scrooge è un cortometraggio del 1928, diretto da Hugh Croise.
Fin dal 1901 compaiono nel cinema numerosi adattamenti del romanzo Canto di Natale di Charles Dickens. Questo è uno dei tre cortometraggi realizzati in Inghilterra sul soggetto negli anni venti, ma ne è soprattutto la prima versione sonora, ancora a carattere sperimentale.
Protagonista è l'attore inglese Bransby Williams, con alle spalle una lunga esperienza teatrale nel ruolo di Ebenezer Scrooge fin dal 1896 e considerato uno dei massimi specialisti dickensiani.

## Trama
L'avaro e gretto Ebenezer Scrooge, alla vigilia di Natale, non vuole fare la carità né è intenerito dalla visita di un nipote. Tornato a casa, Scrooge vede il fantasma del suo ex socio che lo mette in guardia. La notte, verrà poi visitato da tre spiriti: lo spirito del Natale passato, lo spirito del Natale presente e lo spirito del futuro che lo attende se non cambia atteggiamento verso gli altri.

## Produzione
Il film fu prodotto nel Regno Unito dalla British Sound Film Productions.

## Distribuzione
Il film uscì nelle sale cinematografiche britanniche nel dicembre 1928.